# Ксантосома стрілолиста
Маланга, або ксантосома стрілолиста (Xanthosoma sagittifolium) — тропічна квіткова рослина родини кліщинцевих. Походить з тропічної Америки і була вперше культивована там. У 19 столітті вона поширилася в Південно-Східній Азії та Африці, де і почала культивуватися.
Вирощується заради її їстівних крохмалистих бульбоцибулін. Вони є джерелом харчових ресурсів в багатьох культурах. Рослину часто плутають із спорідненою рослиною, такою як Таро, оскільки вони схожі за зовнішнім виглядом і також використовуються у їжу.

## Використання

### Кулінарія
Маланга є універсальною культурою, яка має як бульбоцибулину, так і листя, придатні для споживання людиною. Бульбоцибулини можна розділити на головні та менші вторинні. Вторинні бульбоцибулини в основному використовуються в різних кулінарних цілях, подібно до картоплі. Їх можна варити, смажити, смажити, готувати на пару, запікати або перетирати в борошно (див. розділ «Борошно»). Листя рослини маланги знаходить поширене кулінарне використання як зелений лист, схожий на шпинат. Навпаки, первинні бульбоцибулини, як правило, призначені для годування тварин, а не для споживання людиною через більшу кількість оксалатів.
 
У Болівії його називають walusa, у Колумбії bore, у Коста-Ріці tiquizque або macal, на Кубі malanga, в Мексиці mafafa, в Нікарагуа quequisque, в Панамі otoe і ocumo у Венесуелі. У Бразилії листя продають як taioba. Бульба (називається nampi або malanga) також використовується в кухні цих країн. Рослину часто висаджують на ділянках лісовідновлення для боротьби з бур’янами та створення тіні на ранніх стадіях росту.
У кухні Пуерто-Ріко та Домініканської кухні рослина та її бульбоцибулину називаються yautía. У пуерто-риканській пастелі подрібнюють разом із кабачком, картоплею, зеленими бананами та плантанами в тістоподібну рідку пасту, що містить свинину та шинку, і варять у банановому листі чи паперовій обгортці. Бульбоцибулину використовують у рагу, супах або просто подають у вареному вигляді, як картоплю. Його використовують у місцевих стравах, таких як гуаніме, алькапурріа, санкочо та мондонго. У алькапуріях його також подрібнюють разом із зеленими бананами та роблять із них смажені крокети з пікаділло або морепродуктами. Також готують і вживають у вигляді пюре в деяких випадках. Пюре зазвичай подають до риби або молюсків, приготованих у кокосовому молоці.
У Суринамі та Нідерландах рослина називається tayer. Подрібнений корінь запікають з куркою, фруктовими соками, солоним м’ясом і спеціями в популярній суринамській страві пом. Пом зазвичай їдять на рисі або на хлібі в Суринамі на сімейних зборах і в особливих випадках, а також популярний у Нідерландах. У суринамській кухні листя також часто запікають із кубиком Маггі (кубом курячого бульйону) і їдять разом із рисом, куркою або солоною яловичиною.

### Борошно
Борошно можна зробити, нарізавши кореневище, а потім висушивши його. Після цього його можна дрібно подрібнити. Вихід крохмалю близько 15%. Великою проблемою танію є низька лежкість через високий вміст вологи в бульбоцибулині і плодах. Переробка бульб на борошно може підвищити лежкість врожаю та збільшити додану вартість. Тоді місцеві фермери зможуть продавати свій урожай за вищою ціною, що потім допоможе місцевій громаді. Особливо білий сорт забезпечує борошно, яке має чудові якості для приготування хліба, оскільки отримана паста не є такою зв’язною, тому її можна використовувати для приготування різних страв. Борошно також легко можна використовувати в м'ясних і молочних продуктах. Недоліком борошна є низький вміст крохмалю (особливо в порівнянні з борошном, виготовленим з маніоки), тому борошно було б краще виготовляти лише як побічний продукт інших процесів. Він також може бути зроблений з кормелів, які не забезпечують необхідної якості для приготування.

### Курячий корм
Дослідження показали, що можна замінити до 45% зерна кукурудзи в кормах для курей кукурудзяним борошном (TCM). Це може бути корисним для фермерів, оскільки курячий корм, який складається із зерен кукурудзи, дуже дорогий, особливо в бідніших країнах. На початку фази росту курчата, яких годують ТКМ, споживають значно більше, оскільки ТКМ зменшує споживання поживних речовин і приріст ваги. Пізніше на стадії росту цей ефект зменшується, і зрештою немає різниці у вазі курчат, яких годували ТКМ, порівняно з курчатами, яких годували повністю зерном кукурудзи.

### Додаткове використання
Маланга використовується деякими народами як ліки від укусів тарантулів, скорпіонів і змій. Дослідження на щурах показали, що листя танії можуть захищати від серцево-судинних захворювань і раку кишечника. Інші переваги включають зменшення збільшення ваги, зменшення жиру в печінці, збільшення маси калу та вищу концентрацію коротколанцюгових жирних кислот і жовчних солей. Він також продемонстрував пробіотичний ефект. Інше дослідження показало, що танія може зупинити клітинний цикл і викликати апоптоз ракової клітини. Танію також традиційно використовували для лікування остеопорозу через високий вміст вільного кальцію. Дослідження показали, що використання танію справді є можливим варіантом лікування для бідніших громад, які не мають доступу до відповідних ліків.
Какао-дерева можуть рости під прямими сонячними променями, але в деяких кліматичних умовах інтенсивне освітлення вдень може пошкодити листя. Танія має багато листя, що робить її хорошим кандидатом для покривної культури, яка може захистити рослину какао від прямих сонячних променів. Ще одна перевага Маланги      полягає в тому, що він може рости в різних кліматичних умовах і, отже, підходить для багатьох різних країн.
Танію також можна використовувати для виготовлення харчових консервантів (молочної кислоти), енергетичних батончиків, чипсів, добавок до напоїв, загущувачів соусів, пюре та соусів.
Нарешті, існує можливість використовувати Маланги для виробництва етанолу для біопалива через високий вміст крохмалю та високий вихід.

## Культивування

### Кліматичні вимоги
Ксантосома стрілолиста — адаптивна рослина, яка оптимально росте в теплих і вологих умовах і при температурі вище 25 градусів за Цельсієм. При більш низьких температурах і в посушливому кліматі розвиток рослини утруднюється. Для правильного розвитку рослині потрібні опади, рівномірно розподілені протягом року.
Слід зазначити, що танія є однією з найбільш тіньовитривалих рослин, що дозволяє успішно вирощувати її в традиційних системах агролісомеліорації та полегшує зрощення з багаторічними культурами, такими як банани, какао чи олійна пальма.
Оптимальними ґрунтовими умовами для процвітання рослини є добре дреновані, суглинні ґрунти з рН від 5,5 до 6,5. Однак танія може рости на різних типах ґрунтів, за винятком твердої глини або чистого піску, але зазвичай віддає перевагу ґрунтам з високим вмістом органічних речовин. Загалом адаптивність рослини дозволяє їй процвітати в широкому діапазоні ґрунтів і середовищ існування.

### Посадка
Кращий час для посадки залежить від місцевих кліматичних умов регіону вирощування. Однак рекомендується проводити посадку в сезон дощів і коли ґрунт достатньо вологий.
Для посадки використовують дрібні частини бульбоцибулини або плодоніжки. Ці матеріали для розмноження зазвичай висаджують на глибину 7–10 см, в ідеалі ростовою брунькою вниз. Посадку проводять рядами на відстані від півметра до одного метра один від одного, щоб дати можливість клубнелуковицам і клубнелуковицам добре розвиватися і полегшити збір урожаю. Більш густий посів призводить до вищих урожаїв на поле та меншого прополювання, більше місця призводить до вищого врожаю з однієї рослини, але більше роботи з прополки. Управління культурами здійснюється вручну за допомогою простих інструментів, таких як копалки або кущові ножі.

### Збирання врожаю
Типова рослина Маланги має цикл росту від 9 до 11 місяців. Протягом цього часу він виробляє велике стебло, яке називається клубнелуковицею, оточене меншими їстівними плодами розміром із картоплю. Збір цих їстівних кліщинцевих зазвичай відбувається, коли листя починає жовтіти. Під час циклу росту рослина зазвичай утворює приблизно 40-50 листків, які зазвичай збирають протягом 40-50 днів.
Зрілі плоди плодів можна збирати безперервно протягом тривалого періоду часу, часто понад 500 днів, тоді як первинна материнська рослина залишається в землі для отримання нового врожаю.
Збирання зазвичай проводять вручну або напівмеханізованим обладнанням. Після збору врожаю бульбоцибулини протравлюють, щоб уповільнити швидкість фізіологічного та патологічного розпаду бульби, що призведе до втрати якості. Подальші втрати можуть виникнути через короткий термін зберігання бульб. Зберігання при температурі навколишнього середовища також є проблемою.

## Харчова цінність
Маланга є важливим джерелом крохмалю в багатьох африканських країнах, таких як Ефіопія. Її бульби містять приблизно 85% вуглеводів у сухій речовині. Крім того, вміст білка становить 10% - перевага для бідних на ресурси фермерів, які в основному споживають Малангу. Рослина також багата вітамінами А і С, а також хорошим джерелом калію, кальцію та інших мінералів.
Однак слід враховувати наявність оксалату кальцію, сполуки, яка, як відомо, подразнює слизові оболонки, що призводить до утворення кристалічних відкладень, які зазвичай називають кристалічним піском. Споживання цих бульбоцибулин може призвести до відчуття подряпин у роті та горлі. Щоб пом’якшити цей ефект, бульбоцибулини необхідно відварити перед вживанням, оскільки цей процес дозволяє речовинам розчинятися у воді для варіння, що робить бульбоцибулини безпечними для споживання.

## Хвороби
Хвороба кореневої гнилі є найпоширенішою хворобою Танії. Ооміцет Pythium myriotylum, ймовірно, є основним збудником хвороби кореневої гнилі. Інші організми, які можуть бути залучені, це Phytopthora ssp., Fusarium ssp., Penicillium ssp., Botrydioplodia ssp., Erwinia ssp. та Pseudomonas ssp.  Симптомами є затримка росту, в’янення, хлоротичні та в’ялі листя та погана коренева система. Хвороба призводить до низької врожайності або навіть повної загибелі врожаю.  Хвороба поширюється через ґрунт і посадковий матеріал. Патогени можуть довго зберігатися в ґрунті, часто змушуючи фермерів відмовлятися від посадки таннії на заражених полях принаймні на п’ять років. Заболочені землі, затоплення та погано дреновані ґрунти пов’язані з появою хвороби кореневої гнилі. Поки поле ще не заражене, найкращим методом боротьби з хворобою є використання вільного від хвороб посадкового матеріалу. Подальші культурні методи боротьби – загальне оздоровлення рослин, дренаж, дотримання сівозміни та посадка на гряди. Існують сорти, менш сприйнятливі до кореневої гнилі, але жоден із них не є стійким. У разі зараження ефективні різні фунгіциди.
Вірус мозаїки Дашина є найважливішим вірусом, який заражає Малангу та інші ароїдні. Симптомами є хлоротичні мозаїчні візерунки вздовж вен і затримка росту. Вірус мозаїки Dasheen не смертельний, але може значно знизити врожайність. Вірус передається попелиць. Поширюється вегетативно посадковим матеріалом і механічно сокоперенесенням за допомогою інструментів. Тому важливо використовувати вільний від вірусів рослинний матеріал і дотримуватися гігієни. Контроль попелиць-переносників був би ефективним, але складним.
Запалення листя Таро, викликане Phytophthora colocasiae, не є проблемою в Маланги. Деякі сорти Маланги навіть здаються стійкими проти нього. Навпаки, у Таро (Colocasia esculenta), спорідненої та схожої на вигляд культурної рослини, це є серйозною проблемою захворювання.